# In-transit-Metastase
Als In-transit-Metastasen (lokoregionäre Hautmetastasen) bezeichnet man in der Onkologie regionäre Tumorabsiedlungen (Metastasen) bei Hautkrebserkrankungen, die sich in einer Entfernung von mehr als 2 cm vom Primärtumor entfernt gebildet haben und sich in den ableitenden Lymphwegen befinden.

## Pathogenese
Man geht davon aus, dass sich die In-transit-Metastasen durch ein „Verfangen“ von Tumorzellen in den kleinen Lymphgefäßen bilden. Die so in den Lymphgefäßen fixierten Krebszellen beginnen dann zu proliferieren.

## Abgrenzungen
Von den In-transit-Metastasen sind die sogenannten Lokalrezidive abzugrenzen. Hierbei handelt es sich um Reste eines unvollständig entfernten Tumors, der sich weiterentwickeln konnte.
Sind die regionalen Metastasen weniger als 2 cm vom ursprünglichen Primärtumor entfernt, so nennt man sie Satellitenmetastasen. Diese Terminologie ist willkürlich und hat ihren Ursprung in den Sicherheitsabständen um den Primärtumor. Für die Prognose hat sich diese Unterscheidung jedoch als irrelevant erwiesen.
Befinden sich die Metastasen in den Lymphknoten, so spricht man von Lymphknotenmetastasen.